# Бельфон, Жак Бонн-Жиго де
Жак Бонн Жиго де Бельфон (фр. Jacques Bonne Gigault de Bellefonds, родился 1 мая 1698 года, умер 20 июля 1746 года) — французский иерарх, епископ Байонны (1735—1741), архиепископ Арля (1741—1746), архиепископ Парижа и герцог де Сен-Клу (1746).

## Биография
Родился в замке Монтифре в городе Бомон-ла-Ронс (20 км к северу от Тура). В 25-летнем возрасте был рукоположен в священники.
8 октября 1735 года назначен епископом Байонны, однако был утверждён Римом на кафедре лишь 27 февраля следующего года. Епископская хиротония состоялась 25 марта 1736 года, хиротонию возглавлял кардинал де Полиньяк. 20 августа 1741 года де Бельфон избран архиепископом Арля, 20 декабря того же года избрание подтверждено Святым Престолом.
13 марта 1746 года скончался архиепископ Парижа Шарль-Гаспар-Гильом де Винтимиль дю Люк, уже на следующий день король Людовик XV назначил новым парижским архиепископом де Бельфона. Рим утвердил его на парижской кафедре 2 мая того же года.
В отличие от своего предшественника, который хотя и боролся с янсенистами, но проявлял определённую сдержанность, поскольку янсенистские споры в конце XVII-начале XVIII века внесли существенный раскол во французский клир, де Бельфон выступал непримиримым противником янсенистов. К их радости, всего через несколько недель после вступления на кафедру Парижа де Бельфон умер от оспы.
За несколько дней до смерти осудил «Философские мысли» Дени Дидро. Похоронен в Нотр-Дам-де-Пари.